# 골드Src
골드Src(영어: Goldsource)는 밸브 코퍼레이션에서 퀘이크 엔진 2을 수정, 개조한 게임 엔진이다. 1998년 공상 과학 1인칭 슈팅 게임인 하프라이프에 최초 사용되었다. GoldSrc엔진은 OpenGL과 Direct3D를 렌더링 할 수 있다.
2004년 카운터-스트라이크: 소스와 하프 라이프 2의 엔진인 소스엔진이 골드 소스의 뒤를 이었다.

## 개발
골드 소스의 기초 엔진은 퀘이크에 쓰인 엔진이었지만 밸브 코퍼레이션에서 이를 대폭 수정하였다. 밸브는 퀘이크의 도움을 받지 않고도, 대부분의 코드를 입력하여 엔진을 개발하였다. 엔진의 몇몇 코드는 퀘이크 시리즈에서 재사용된 것으로, 퀘이크2와 퀘이크월드의 요소를 포함시켰지만, 오리지널 퀘이크와 비교해보자면 아주 최소의 것만 옮겨왔다. 1999년 밸브에서는 벤 모리스를 고용하고 월드크래프트를 인수했는데, 툴을 사용하여 커스텀 퀘이크 맵을 만들기 위함이었다. 툴이라는 프로그램은 나중에 가서 밸브 해머 에디터라는 이름으로 바뀌는데, 골드소스의 공식 맵 크리에이트 프로그램이 된다.
그 전에 소스엔진을 만들기 시작한다. 밸브는 하프라이프의 엔진을 포크로 재수정하여 소스엔진을 만들었다.
밸브 코퍼레이션은 2013년에 OS X, 리눅스 버전으로 골드 소스를 냈다.

## 골드 소스가 쓰여진 게임

### 하프라이프 시리즈
하프 라이프는 골드 소스, 밸브 코퍼레이션과 같이 나란히 데뷔하였다. 엄청난 호평을 받으며, 올해의 게임상을 수상하였다.게임의 후속작인 확장팩도 나왔는데, 하프라이프: 어포징 포스와 하프라이프: 블루 쉬프트가 있다. 이 둘 역시 골드 소스로 돌아가며, 기어박스가 개발하였다. 하프라이프: 디케이는 플레이스테이션 2에서만 발매한 하프라이프의 확장팩이다.2001년 플레이스테이션 2 하프라이프와 나란히 데뷔하였다. 다른 게임 시리즈와는 다르게도, 마이크로소프트 윈도우로는 하프라이프: 디케이가 나오지 않았고, 골드소스로 돌아가는 하프라이프의 마지막 제품이었다. 그리고 하프라이프 2와 확장팩은 소스엔진에서 돌아가게 만드는 것이 성공했다.

### 밸브 코퍼레이션의 또다른 게임
밸브가 몇몇 개발한 게임에도 골드소스엔진을 적용했는데, 그 중 하나가 하프라이프를 기반으로 한 유저가 만든 새로운 하프라이프 모드다. 1999년 정식 발매된 팀 포트리스 클래식도 있으며, 카운터-스트라이크: 리코쳇과 데이 오브 디피트가 하프라이프를 수정시킨거였고, 후에 밸브가 이 게임들을 밸브가 매수하였다. 2004년 카운터-스트라이크를 변형시켜 시리즈를 냈는데 이가 카운터-스트라이크: 컨디션 제로이며, 후엔 카운터 스트라이크를 변형시켜 소스엔진으로 구현시켜 만든 카운터-스트라이크: 소스를 만들었다. 과거의 게임 시리즈들은 여전히 골드소스를 사용하고 있지만, 카운터-스트라이크: 네오와 카운터-스트라이크: 온라인은 각 2005년과 2008년에 출시했으며, 이들은 골드소스로 작동하고 있는데, 소스엔진의 개발에도 불구하고 골드소스엔진을 사용하고있다.

## 개발된 게임
- 하프라이프 (밸브 코퍼레이션), 1998)
- 팀 포트리스 클래식 (밸브 코퍼레이션, 1999)
- 하프라이프: 어포징 포스 (기어박스, 1999)
- 카운터 스트라이크 (밸브 코퍼레이션, 2000)
- 건맨 크로니클스 (리울프 소프트웨어, 2000)
- 리코쳇 (밸브 코퍼레이션, 2000)
- 데스매치 클래식 (밸브 코퍼레이션, 2001)
- 하프라이프: 블루 쉬프트 (기어박스, 2001)
- 제임스 본드: 007 나이트 파이어 (EuroCom, 기어박스, 에스피르, JV 게임스, 2002)
- 데이 오브 디피트 (밸브 코퍼레이션, 2003)
- 카운터 스트라이크: 네오 (밸브 코퍼레이션 2003)
- 카운터 스트라이크: 컨디션 제로 (밸브 코퍼레이션, 리추얼 엔터테인먼트, 기어박스 소프트웨어, 터틀 락 스튜디어스, 2004)
- 카운터 스트라이크: 온라인 (밸브 코퍼레이션, 넥슨, 2008)